# Desa Sukamantri (administrativ by i Indonesien, lat -6,14, long 107,15)
Desa Sukamantri är en administrativ by i Indonesien.   Den ligger i provinsen Jawa Barat, i den västra delen av landet, 30 km öster om huvudstaden Jakarta.